# 1912년 메묘 지진
1912년 메묘 지진 또는 단순히 버마 지진은 1912년 5월 23일 현 미얀마 샨주 삔울륀과 따웅지 사이 지역을 진앙으로 일어난 지진이다. 처음에 찰스 릭터와 베노 구텐베르크는 이 지진의 규모를 표면파 규모 기준 Ms8.0으로 계산해 1900년대 초 가장 큰 규모의 지진 중 하나로 주목받았다. 하지만 최근에 지진을 재평가한 결과 지진의 규모가 M7.6~7.9로 정정되었다. 이 지진은 본진 발생 이전 5월 18일과 21일에 총 두 차례 전진이 발생했으며 최대진도는 로시-포렐 진도 계급 기준 각각 V와 VII로, 본진은 IX로 측정되었다. 이 지진으로 미얀마 거의 대부분과 시암, 중국 윈난성 일부 지역까지 진동을 느끼는 등 총 약 971,000 km2 넓이 지역에 흔들림이 느껴졌다. 미얀마에 발생한 지진 중 가장 큰 규모의 지진이기도 하다.

## 지질학적 환경
미얀마는 인도판, 유라시아판, 순다판, 버마판 4개 판 사이에 끼어 있어 활발한 지질학적 활동이 일어난다. 코코 제도 서해안과 라카인 해안을 따라 방글라데시까지 이어지는 긴 경계는 순다 메가스러스트라고 부르는 매우 비스듬한 각도의 거대한 수렴 경계가 있다. 이 큰 단층은 인도판과 버마판 사이의 경계이다. 순다 메가스러스트는 방글라데시 해저에서부터 친 구릉 동쪽까지 쭉 이어진다. 경계는 미얀마 북쪽까지 계속 이어져 히말라야산맥 동쪽까지 이어진다.
미얀마를 남북으로 관통하는 저가잉 단층은 미얀마가 있는 인도판과 순다판 사이 움직임의 거의 절반이 수용되는 단층이다. 두 대륙은 연간 35~36 mm의 속도로 서로를 스쳐가며 움직인다. 나머지 응력은 인도-버마 산맥의 단층, 서안다만 단층, 샨고원의 단층이 수용한다. 고원에 있는 단층 중 하나인 까욱깐 단층은 남북 방향으로 약 500 km 길이가 되는 단층이다. 단층이 관통하는 인레호에는 여러 지질학적 특징적인 지형이 드러나는데 단층을 따라 일어났던 주향압장, 주향제압, 주향운동이 일어났던 지난 역사를 보여준다. 이 단층의 추정 미끄러짐 속도는 연간 1 mm에서 최대 9~18 mm로 전자는 단층으로 이동한 강 물길을 연구해 나온 값이며, 후자는 인레호 북부의 빠리타 마을의 뒤틀린 벼랑에서 추론한 값이다. 하지만 9세기에서 13세기 사이로 추정되는 이 벼랑의 연대가 확실치 않기 때문에 계산한 변위량은 오차가 매우 크다.

## 지진
찰스 릭터와 베노 구텐베르크는 1954년 출간한 저서 《지구의 지진과 이에 관련된 현상》 2판에서 이 지진의 규모를 표면파 규모 기준 M8.0이라고 분석했다. 이후 1983년과 1992년 연구에서 지진의 규모를 Ms7.6~7.7로 재계산했다. 릭터의 1958년 저서 《초등지진학》과 세웨린 J. 두다의 《환태평양 조산대의 주기적 에너지 방출》 저널 논문에서는 지진의 규모를 Ms7.9라고 분석했다. 추가 연구에 따르면 구텐베르크와 릭터가 주장한 것처럼 규모가 M8대가 되러면 단층 파열 길이가 최소 240 km가 되어야 한다. 하지만 현장 연구와 동지진 데이터에 따르면 단층 파열 길이는 140~160 km로 이는 규모 M7.6~7.7에 해당하는 길이임이 밝혀졌다. 여러 연구자는 모멘트 규모의 경우 Mw7.7~7.8로 분석하고 있으며, 국제지진센터는 Mw7.9라 분석했다.
지질학자 존 코긴 브라운은 까욱깐 마을에서 철도가 끊겨 휘어졌음을 발견했는데 나중에 타 지질학자들이 이를 지진으로 발생한 지표상 단층파열로 분석했다. 까욱깐 단층 줄기 중 하나의 땅을 파 지질 조사를 한 결과 BP 1,270 ± 30년 전 발생한 가장 최근의 고지진학적 증거를 발견했는데 이는 1912년 지진과 매우 유사하다. 하지만 몇 가지 불확실한 점이 남아 있어 1912년 단층 파열의 직접적인 증거라고 할 순 없다. 까욱깐 마을에서 발견한 지표상의 단층 흔적은 1912년 이전 발생한 다른 지진으로 드러난 흔적일 수도 있어 지진의 원인은 까욱깐 단층의 다른 단층분절이거나 인근 저가잉 단층과 같은 까욱깐 단층과 관련 없는 단층에서 발생한 지진일 수도 있다.
이 지진의 규모를 M7.6~7.7이라 가정하고 단층 북쪽 구간에 파열이 발생했다면 그 길이는 160 km 정도이고 최대 변위는 8~9 m로 추정된다. 최대 변위의 최소 추정치를 7~8 m로 하고 연간 단층 변형 속도가 1 mm라고 하면 약 7천년에서 8천년의 지각 변형이 쌓여야 발생할 수 있는 지진이다. 연간 단층 변형 속도를 최대치인 9~18 mm라고 하면 400년에서 900년의 지각 변형이 쌓였다고 볼 수 있다. 연구진은 단층 현장 분석 과정에서 4,660±30 BP, 1,270 ± 30 BP 사이에 단층에서 또 다른 고지진 증거를 발견했다. 이를 통해 1912년 지진과 같은 지진이 2,330년마다 발생한다고 생각하면 단층의 연간 변형 속도는 3.0~3.4 mm라고 추정했다.

## 피해
이 지진으로 발생한 사상자수는 불명이지만, 미국 지질조사국의 국립지진정보센터 목록에서는 약 1~50명의 사망자가 발생했다고 추정한다.

### 삔울륀
지진 당시 삔울륀 지역에서 천둥 소리가 났다는 보고가 있다. 총독 관저에 나무 기둥, 벽돌, 석고가 떨어져 나가는 피해를 입었다. 역사 병원에서 굴뚝 2개가 떨어졌고 가족병원은 지붕이 무너졌다. 지진 당시 침례교회도 크게 흔들렸다. 이 지역의 진도는 VIII~IX로 추정된다. 많은 방갈로가 피해를 입었고 이 중 대부분은 사람이 살기 어려울 정도로 큰 피해를 입었다. 대규모 바위사태가 발생해 버마 철도 넝코~성마세 구간 운행이 중단되었다. 지표면이 파열되고 철로도 휘어졌다. 구티타역 근처 협곡에도 산사태가 발생했다. A급 벽돌 조적건물은 유럽 광대역 진도 계급(EMS) 계급 기준 4급에 해당하는 매우 큰 피해를 입었다. 인근 산맥에도 수많은 산사태가 발생했고 도시 내 거의 모든 탑이 무너졌다.

### 만달레
만달레에서는 큰 행사가 진행중이었는데 지진 당시 서 있기 어려울 정도로 흔들렸다. 만달레의 한 성당은 건물이 전체적으로 균열이 생겼다. 조적조식으로 건축된 웨슬리 학교도 큰 피해를 입었다. A급 벽돌 조적조 건물 3/4 이상과 거의 모든 불탑, 사원이 피해를 입었다. 건물 5채가 완전히 붕괴되어 EMS 계급 기준 5급의 큰 피해를 입었고, 추가로 건물 31곳은 EMS 기준 4급의 피해를 입었다. 로시-포렐 진도 계급으로는 지진의 진도가 최대 IX에 달했다.

### 따웅지
따웅지에서는 지진의 흔들림이 1분 이상 이어졌고 거의 모든 굴뚝이 무너졌으며, 군 건물도 심각한 피해를 입었다.

### 모곡
모곡에서는 흔들림으로 조적조 건물에 균열이 생기고 여러 불탑이 무너졌다. 산사태로 수도관도 손상되어 이틀 동안 정전과 단수가 발생했다.

### 기타 지역
샨주, 바고도, 카친주, 저가잉도, 꺼야주 일부와 같이 지진의 진앙에서 약간 떨어진 지역은 큰 소음이 들렸으며 진도는 VI~VII 사이로 측정되었다. 일부 건물에 금은 갔지만 큰 피해를 입진 않았다. 티퍼에서는 여러 석조 건물이 심각한 피해를 입었으며 굴뚝이 무너졌다. 여러 지역에서 토양액상화 현상도 발생했다.
버마 북부와 남부, 시암 및 윈난성 일부 지역은 완만히 흔들리는 느낌을 받았다. 이 지역의 진도는 IV~V로 측정되었으며 별다른 피해가 없었다.
양곤과 친 언덕에서는 지진의 흔들림이 거의 느껴지지 않았다. 하지만 전등이 흔들리고 세이끼 커나웅토 마을에서는 기름이나 물이 출렁거리는게 보일 정도로 흔들림이 있었다. 시트웨에서도 지진의 흔들림이 느껴지긴 했으나 시내 대부분에서 흔들림을 느낄 수 없을 정도로 약했다.

## 같이 보기
- 1912년 지진
- 미얀마의 지진 목록
- 2025년 미얀마 지진